# (3663) Tisserand
(3663) Tisserand ist ein Asteroid des Hauptgürtels, der am 15. April 1985 vom US-amerikanischen Astronomen Edward L. G. Bowell an der Anderson Mesa Station (IAU-Code 688) des Lowell-Observatoriums in Coconino County entdeckt wurde.
Der Asteroid wurde nach dem französischen Astronomen François Félix Tisserand (1845–1896) benannt.